# André de Soveral
André de Soveral, né en 1572 à São Vicente (Brésil) et mort (assassiné) le 16 juillet 1645 à Cunhau (Brésil) est un prêtre diocésain brésilien. Assassiné in odium fidei alors qu’il célébrait l’eucharistie dans sa paroisse il est considéré comme martyr par l’Église catholique et fut canonisé (avec le groupe des ‘martyrs de Natal’)  en octobre 2017 par le pape François. Liturgiquement il est commémoré le 16 juillet.

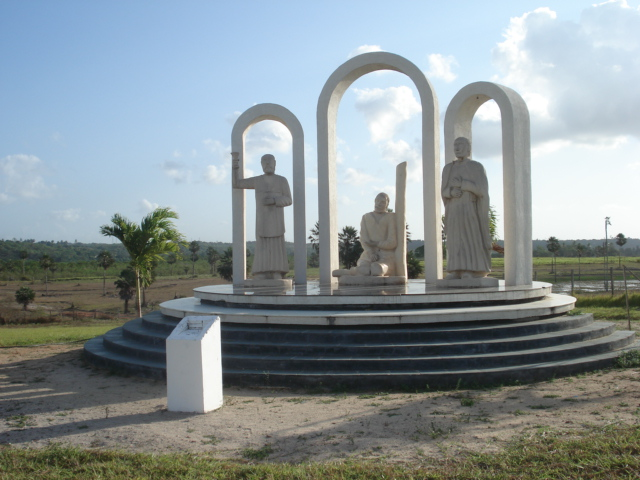
Monument élevé en souvenir des martyrs à São Gonçalo do Amarante (2000).

## Biographie
Né dans la capitainerie de São Vicente (São Paulo) en 1572, le jeune André entre au noviciat (de Bahia) de la Compagnie de Jésus le 6 août 1593, à l’âge de 21 ans, après avoir fait ses études secondaires au collège jésuite de l’Enfant-Jésus. 
Sa formation spirituelle et intellectuelle terminée il est ordonné prêtre et, en 1606, est envoyé parmi les amérindiens du Rio Grande do Norte. Un an plus tard (1607) il quitte la Compagnie de Jésus et rejoint le clergé diocésain. En 1614 il est déjà curé à Cunhaú, près de Natal, dans l’état du Rio Grande do Norte. Le village et la paroisse se sont formés autour d’une prospère plantation de canne à sucre. 
Depuis 1630 plusieurs villes côtières, dont Natal, sont occupées par les Hollandais de la compagnie néerlandaise des Indes occidentales qui veulent prendre le contrôle de la production sucrière. Ils tentent également d’imposer le calvinisme
Le matin du 16 juillet 1645, alors que le père de Soveral célébrait la messe à la paroisse Notre-Dame des Chandelles (ou ‘de la purification’), l'Allemand Jacô Rabe fait irruption dans l'église, sous prétexte de communiquer certaines dispositions du Conseil suprême néerlandais de Recife. Mais après la consécration, des soldats néerlandais, accompagnés de bandes indigènes, se précipitèrent dans l'église et massacrèrent les fidèles et leur prêtre, le père André de Soveral, qui est mort en prononçant sur eux la prière des mourants.  Seuls cinq fidèles portugais furent épargnés et emmenés en otages au fort néerlandais. Il y eut 69 martyrs, mais (à part le prêtre) seul le nom du laïc Domingos Carvalho est connu.

## Souvenir et vénération
- Le 6 juin 1989 le Saint-Siège autorise le diocèse de Natal à ouvrir la procédure de béatification des 30 martyrs brésiliens. L'enquête diocésaine est clôturée le 25 novembre 1994. Le 21 décembre 1998, le pape Jean-Paul II promulgue le décret reconnaissant le martyre d'André de Soveral et de ses 29 compagnons, permettant ainsi leur béatification. Les 30 martyrs de Natal, ceux de juillet et d’octobre 1645, sont béatifiées ensemble le 5 mars 2000 par Jean-Paul II. Le 15 octobre 2017 ils sont canonisés, sur la place Saint-Pierre, à Rome, par le pape François.  Liturgiquement saint André de Soveral est commémoré le 16 juillet. Comme groupe, les martyrs de Natal sont commémorés (localement) le 3 octobre.
- Un monument fut érigé en souvenir des martyrs de Natal, à São Gonçalo do Amarante (Rio Grande do Norte), au Brésil.